# Joseph McGinty Nichol
Joseph McGinty Nichol, även känd som McG, född 9 augusti 1968 i Kalamazoo, Michigan, är en amerikansk regissör och producent av filmer och TV-produktioner.

## Filmografi (urval)
- 2014 – 3 Days to Kill (regi)
- 2012 – This Means War (regi)
- 2009 – Terminator Salvation (produktion och regi)
- 2007-2008 - Chuck (TV-serie) (produktion)
- 2006 – We Are Marshall (regi)
- 2006 – Stay Alive (produktion)
- 2003-2007 - OC (TV-serie) (produktion)
- 2003 – Charlies änglar - Utan hämningar (regi)
- 2000 – Charlies änglar (regi)